# Laksmi Pamuntjak
Laksmi Pamuntjak (ur. 22 grudnia 1971 w Dżakarcie) – indonezyjska pisarka, poetka i eseistka.
Jest autorką zbiorów poezji, powieści i przekładów. Jej pierwsza powieść pt. Amba stała się bestsellerem i przyniosła pisarce nagrodę Liberaturpreis 2016.
Jej druga powieść Aruna dan Lidahnya znalazła się w finale nagrody literackiej Khatulistiwa. W lutym 2018 r. została wydana w przekładzie na język angielski.

## Twórczość
Powieści
- Amba (2012)
- Aruna dan Lidahnya (2014)

Poezja
- Ellipsis: Poems and Prose Poems (2005)
- The Anagram (2007)
- There Are Tears In Things: Collected Poetry and Prose (2001-2016) by Laksmi Pamuntjak (2016)

Opowiadania
- The Diary of R.S.: Musings on Art (2006)
- There Are Tears In Things: Collected Poetry and Prose (2001-2016) by Laksmi Pamuntjak (2016)

Przekłady
- Goenawan Mohamad: Selected Poems (2004)
- On God and Other Unfinished Things (2007)